# Цзян Цуйхуа
Цзян Цуйхуа́ (кит. упр. 姜翠华, пиньинь Jiāng Cuìhuá, 2 февраля 1975, Далянь, Китай) — китайская велогонщица, выступавшая на треке. Бронзовый призёр летних Олимпийских игр 2000 года.

## Биография
Цзян Цуйхуа родилась 2 февраля 1975 года в китайском городе Далянь.
На молодёжном чемпионате мира 1992 года обновила мировой рекорд в гите на 1000 метров, в 1993 году на соревнованиях в Перте — мировой рекорд в гите на 500 метров. С 1994 года участвовала во взрослых турнирах.
Трижды завоёвывала медали чемпионатов мира по трековому велоспорту в гите на 500 метров. В 1999 году в Антверпене выиграла серебряную награду (34,869), в 2000 году в Манчестере повторила успех (35,461), в 2003 году в Штутгарте стала бронзовым призёром (34,746). На чемпионате мира 1999 года стала первой китаянкой, преодолевшей 35-секундную отметку.
В 2000 году вошла в состав сборной Китая на летних Олимпийских играх в Сиднее. Выступала в гите на 500 метров с места и завоевала бронзовую медаль, показав результат 34,768 секунды и уступив Фелисии Балланже из Франции (34,140) и Мишель Феррис из Австралии (34,692).
В 2009 году завершила карьеру.